# Tulstrup (Hillerød Kommune)
 For alternative betydninger, se Tulstrup. (Se også artikler, som begynder med Tulstrup)
Tulstrup er en mindre by i Nordsjælland med 1.202 indbyggere  (2024), beliggende i Alsønderup Sogn, nær Hillerød. Tulstrup ligger umiddelbart syd for det naturområde mellem Arresø og Gribskov, der foreslås etableret som nationalpark under navnet Kongernes Nordsjælland. Tulstrup hører til Hillerød Kommune og er beliggende i Region Hovedstaden.
Landsbyen Tulstrup indgik tidligere i Alsønderup sognekommune. Skolen, som eksisterede gennem 249 år fra 1723 til 1962 er nedlagt og uddannelse foregår dels i Alsønderup samt for uddannelse udover grundskolen i Hillerød.
På Alsønderup Skole findes et Lokalhistorisk Arkiv for Alsønderup & Tjæreby Sogne som omfatter landsbyen Tulstrup.

## Eksterne links
- Tulstrup Skole – fra Lokalhistorisk Arkiv Alsønderup og Tjæreby Sogne (Webside ikke længere tilgængelig)